# Biljana Stojković
Biljana Stojković, cyr. Биљана Стојковић (ur. 6 października 1972 w Belgradzie) – serbska biolog i nauczycielka akademicka, profesor, kandydatka w wyborach prezydenckich w 2022.

## Życiorys
Ukończyła szkołę średnią w Zemunie, a w 1996 studia z zakresu biologii na Uniwersytecie w Belgradzie. Na wydziale biologii tej samej uczelni uzyskiwała następnie magisterium (1999) i doktorat (2007). Zawodowo od 1997 związana z katedrą genetyki i ewolucji Uniwersytetu w Belgradzie. W 2013 została docentem, a w 2018 uzyskała pełną profesurę. Autorka licznych publikacji z zakresu biologii ewolucyjnej. Wydała książki Darvinijana: vodič kroz evolucionu biologiju (2009) i Od molekula do organizma: molekularna i fenotipska evolucija (2012). Powołana w skład rady Europejskiego Towarzystwa Biologii Ewolucyjnej.
W latach 90. uczestniczyła w różnych protestach przeciwko reżimowi Slobodana Miloševicia. W późniejszych latach zdeklarowana przeciwniczka środowiska politycznego skupionego wokół Aleksandara Vučicia. Członkini skupiającej jego przeciwników inicjatywy „Skupština slobodne Srbije” i uczestniczka akcji protestacyjnych. W lutym 2022 została ogłoszona kandydatką ekologiczno-lewicowej koalicji Moramo w zaplanowanych na kwiecień tegoż roku wyborach prezydenckich. W marcu jej kandydatura została zarejestrowana przez państwową komisję wyborczą. W głosowaniu z kwietnia 2022 otrzymała około 3% głosów, zajmując szóste miejsce wśród 8 kandydatów.
W tym samym roku została jednym z liderów ugrupowania pod nazwą Razem, które w 2024 przyłączyło się do Partii Demokratycznej.